# 相原誠
相原 誠（あいはら まこと、1968年5月5日 - ）は、日本の体操選手。
父に相原信行（ローマオリンピック金メダリスト）・母に相原俊子（東京オリンピック銅メダリスト）・弟に相原豊（バルセロナオリンピック銅メダリスト）を持つ。
群馬県立高崎工業高等学校から日本体育大学に進学し卒業。

## 経歴
- 1983年、全国中学生選手権で個人総合優勝を飾る。同年、全日本ジュニア選手権でも個人総合優勝
- 1984年、インターハイで床優勝
- 1985年、インターハイで個人総合優勝。全日本ジュニア選手権、全国高等学校体操競技選抜大会で個人総合優勝。国際ジュニア大会種目別床優勝。
- 1986年、インターハイで個人総合優勝2連覇。全日本ジュニア選手権も個人総合2連覇。全国高等学校体操競技選抜大会個人総合2連覇。
- 1987年、ザグレブ（ユーゴスラビア（現在はクロアチア））で行われたユニバーシアードに日本代表として出場し男子団体で3位に入る
- 1988年、全日本選手権で床優勝
- 2005年、埼玉県本庄市にヴィジョン体創[1]クラブを創立。小学校や中学校の体育館を借りて子供達の育成に取り組んでいる。
- 2009年、埼玉県児玉郡上里町にホーム体操場を設立。ヴィジョン体操クラブ、体操場併設の学習塾ウィンヴィジョン同時オープン